# Diego Hurtado de Mendoza y Quiñones
Diego Hurtado de Mendoza y Quiñones (Guadalajara, 1444 – Madrid, 14 ottobre 1502) è stato un cardinale e patriarca cattolico spagnolo.

## Biografia
Nacque nel 1444.
Papa Alessandro VI lo creò cardinale in pectore nel concistoro del 20 marzo 1500 e lo pubblicò nel concistoro del 28 settembre dello stesso anno.
Morì il 14 ottobre 1502 all'età di 58 anni.

## Successione apostolica
La successione apostolica è:
- Vescovo Reginaldo Romero, O.P. (1488)